# 5831 Dizzy
5831 Dizzy è un asteroide della fascia principale. Scoperto nel 1991, presenta un'orbita caratterizzata da un semiasse maggiore pari a 2,6875491 au e da un'eccentricità di 0,1432146, inclinata di 12,78935° rispetto all'eclittica.
L'asteroide è dedicato al trombettista statunitense Dizzy Gillespie.